# 东谷 (加利福尼亚州)
伊斯特韦尔（英語：Eastvale），是美国加利福尼亚州里弗赛德县下属的一座城市。建市于2010年10月1日，面积大约为13.1平方英里（34平方公里）。根据2010年美国人口普查，该市有人口53,670人。
2000年前为牧场农用地，2000年起根据整体规划方案由十多家大型建商开始大规模建设。该市没有工业和商业写字楼，基本都是住宅区和配套商业区。东谷家庭年收入在加州1400多个城市中排156名，在里弗赛德县下属26个市中最高。家庭自有住房比例高，贫困率低，城市规划超前，市内十九座公园，五所小学、2所初中、1所高中，学区优秀。2012年FBI统计的暴力犯罪指数排名加州第六低，是一个非常安静和安全的城市。2015年10月更被理财网站wallethub评选为加州最宜安家城市第二名。由于临近15、91、60、71号高速，交通方便，房价低，房子大且新，因此有很多工作在橙县和洛杉矶县的居民居住于此，附近三个大型监狱的很多警官也居住于此。2014年房价回暖后，东谷及临近的chino、ontario多个大型住宅社区陆续动工兴建，本市居住人口持续增长，预留的商业用地也开始陆续建设或公布开发方案。